# Немогући објекат
Немогући објекат (такође познат и као немогућа фигура или неодлучива фигура ) је врста оптичке илузије која се састоји од дводимензионалне фигуре коју мрежњача тренутно и природно схвата као пројекцију тродимензионалног објекта.
У већини случајева, након неколико секунди посматрања фигуре, немогућност постаје очигледна. Међутим, првобитни утисак 3Д објекта остаје чак и након увиђене контрадикције. Постоје и суптилнији примери немогућих објеката где немогућност не постаје очигледна спонтано и потребно је свесно испитати геометрију објекта да би се утврдило да је немогуће.
Узнемирујућа природа немогућих објеката јавља се због нашег природног нагона да тумачимо 2Д цртеже као тродимензионалне објекте. Због тога би се цртеж Некерове коцке највероватније доживео као коцка, а не као „два квадрата повезана дијагоналним линијама, квадрат окружен неправилним равним фигурама или било која друга планарна фигура“. Код немогућих објеката, гледање у различите делове објекта чини да се поново доживи 3Д природа објекта, што збуњује ум. 
Немогући објекти су предмет проучавања психолога, математичара и уметника, а да не спадају у потпуности ни у једну дисциплину.

## Значајни примери
Значајни немогући објекти:
- Боромеански прстенови — иако су конвенционално нацртани као три повезана круга у тродимензионалном простору, свака реализација мора бити не-кружна [2]
- Немогућа коцка - изумео МЦ Ешер за Белведере, литографију на којој дечак који седи у подножју зграде држи немогућу коцку. [3] [4]
- Пенроузове степенице – креирао је Оскар Ројтерсвард, а касније су самостално осмислили и популаризовали Лајонел Пенроуз и његов син Роџер Пенроуз . Варијација на Пенроузов троугао, дводимензионални приказ степеништа при чему степенице праве четири окрета од 90 степени док се пењу или спуштају, али формирају непрекидну петљу, тако да се особа може пењати по њима заувек, нимало се не попевши.
- Пенроузов троугао (Трибар) – први је креирао шведски уметник Оскар Ројтерсверд 1934. године. Математичар Роџер Пенроуз гa je самостално осмислио и популаризовао 1950-их, описујући га као „немогућност у свом најчистијем облику“.
- Немогући трозубац (или ђавоља звучна виљушка) – Три цилиндрична зупца на једном крају који се затим мистериозно трансформишу у два правоугаона зупца на другом крају. [5]
- Л'егсистентиал Куандари – Креирао Роџер Шепард 1990. године, је цртеж слона чија су четири стопала нацртана на дну белог простора између ногу, уместо на самим ногама. [6]

- Бoромеански прстенови
- Оскар Ројтерсвердова оптичка илузија (1934)
- Немогућа коцка
- Пенроузове степенице
- Пенроузов троугао
- Немогући тридент
- Немогући водопад

## Историјат
Рани пример немогућег објекта потиче од Аполинере Емајлед, рекламе из 1916. коју је насликао Марсел Дишан . Приказује девојку која слика рам кревета белом емајлираном фарбом, при чему реклама свесно садржи конфронтирајуће перспективне линије, и тако чини немогући објекат. У циљу наглашавања немогућности облика, део рама недостаје.
Шведски уметник Осцар Реутерсвард је био један од првих који је дизајнирао многе немогуће објекте, тако да су га назвали "оцем немогућих фигура".  Године 1934. нацртао је Пенроузов троугао, неколико година пре Пенроузових. У Ројтерсвердовој верзији стране троугла су сачињене из засебних коцки.
Године 1956, британски психијатар Лајонел Пенроуз и његов син, математичар Роџер Пенроуз, поднели су кратак чланак Британском журналу психологије под називом „Немогући објекти: Специјални тип оптичке илузије“. Чланак је био илустрован Пенроузовим троуглом и Пенроузовим степеницама. Чланак се односио на Ешера, чији је рад изазвао њихово интересовање за ову тему, али не и на Ројтерсварда, јер нису били упознати са његовим радом. Чланак је објављен 1958. 
Од 1930-их па надаље, холандски уметник МЦ Ешер је направио много цртежа који су садржали парадоксе перспективе, постепено долазећи до немогућих објеката.  Године 1957. нацртао је свој први цртеж који је садржао прави немогући објекат: Коцка са магичним тракама . Направио је касније многе цртеже који су садржали немогуће објекте, понекад са читавим цртежом као немогућим објектом. Водопад и Белведере су добри примери немогућих конструкција. Његов рад је учинио много да скрене пажњу јавности на немогуће објекте.
Неки савремени уметници такође експериментишу са немогућим фигурама, на пример, Хос де Меј, Шигео Фукуда, Сандро дел Прете, Иштван Орош (Утис), Гвидо Морети, Тамаш Ф. Фаркаш, Матје Хамакерс и Кокичи Сугихара .

## Конструисани немогући објекти
Иако је могуће представити их у две димензије, геометријски није могуће да такви објекти постоји у физичком свету. Ипак, неки модели немогућих објеката су конструисани, тако да посматрани из веома специфичних углова чувају илузију. Ротирање објекта или мењање тачке гледишта разбијају илузију, и стога се многи од ових модела ослањају на бирање специфичног угла гледања (принудну перспективу) тако да ће делови модела изгледати као да су даљи или ближи него што то заправо јесу.

Појам „интерактивног немогућег објекта“ је немогућ објекат који се може посматрати из било ког угла без разбијања илузије. 